# Emiliáni Szent Jeromos
Emiliáni Szent Jeromos (olaszul: Gerolamo Emiliani latinul: Jerome Aemilian, Hieronymus Emiliani, Velence, 1481 – Somasca, 1537. február 8.) itáliai humanitárius, a szomaszkai rendi szerzetesközösségnek alapítója. Katolikus szent, 1767-ben kanonizálták mint az árvák védőszentjét.

## Élete
A velencei születésű Angelo Emiliani (ált. Miani) és Eleonora Mauroceni fia volt. 1508-ben belépett a hadseregbe Castelnuovo védelmére a Cambrai-i Liga ellen. Elfogták, börtönbe került, de csodálatos módon kiszabadult. Ezután esküjének eleget téve zarándokútra kelt a trevisói Mi Asszonyunk síremlékhez. Kinevezték Castelnuovo podestàjává – velencei magisztrátus –, de rövid időn belül visszatért Velencébe unokaöccsének tanulmányait felügyelni. Eközben minden szabadidejét teológiai tanulmányainak és a karitatív munkának szentelte.
Kórházakban és a nyomortanyákon munkálkodott keresztényi buzgalommal. Az 1528-as pestisjárvány idején mindenütt jelen volt, és nagy buzgalommal segített a rászorulókon és a rengeteg árván. Házat bérelt nekik a Santa Rosa-templom mellett, és néhány jámbor laikus testvér segítségével ellátta szükségleteiket. A Szent Kajetán alapította kórház gyógyíthatatlan betegei is rá voltak bízva. Verona polgárait kórházalapításra buzdította (1531), Brescia és Bergamo városában két árvaházat emelt, fiúknak és lányoknak. Megalapította itt az első otthont is a bűnbánó prostituáltaknak.
Két pap, Alessandro Besucio és Agostino Bariso csatlakozott hozzá karitatív munkájában. Gerolamo 1532-ben szerzetesrendet alapított. Anyaházuk Somascában, egy észak-olasz kis faluban volt Milánó és Bergamo között. Innen adódik a rend elnevezése is. Alapszabályában kötelezővé tette a közösségi munkát az árvák, betegek és szegények megsegítésére. Ugyancsak előírás a vallásos szerénység, szegénység szállásukban, ételükben és ruházatukban.
Vallási buzgalmának mártírjaként halt meg. Bergamóban fertőzést kapott, és 1537-ben Somascában elhunyt.

## Szentté avatása
XIV. Benedek pápa avatta boldoggá 1747-ben. XIII. Kelemen pápa avatta szentté 1767-ben. Nyolc évvel később tartották meg tiszteletére a szentmisét. Az 1770-es Tridenti Kalendáriumban mindezek ellenére még nem szerepel. Amikor a Római Kalendáriumba 1769-ben felvették, július 20-a lett ünnepnapja. VI. Pál pápa 1969-ben ünnepnapját halála napjára, február 8-ára tette.